# Henri Le Cornu
Henri Cornu (ou Le Cornu), mort en 1258, est un prélat français du XIIIe siècle. Henri est neveu de Gauthier et de Gilles Le Cornu archevêques de Sens, et de Robert Le Cornu, évêque de Nevers.

## Biographie
Henri Le Cornu est archidiacre de Sens. Il est fait évêque de Nevers en 1252/1253 en succession de son oncle Robert. Il succède à son oncle Gilles comme archevêque de Sens en 1254. On dit qu'il est empoisonné en 1258.